# Sandra Chambers
Pour les articles homonymes, voir Chambers et Sandy.
Sandra Chambers, connue sous le nom de scène Sandy, née le 11 avril 1967 à Londres en Angleterre, est une chanteuse britannique qui réside en Italie depuis 1992.
Elle intervient en tant que choriste dans le groupe Corona et chante sur plusieurs titres du duo italien Benassi Bros..